# Llac Seliguer

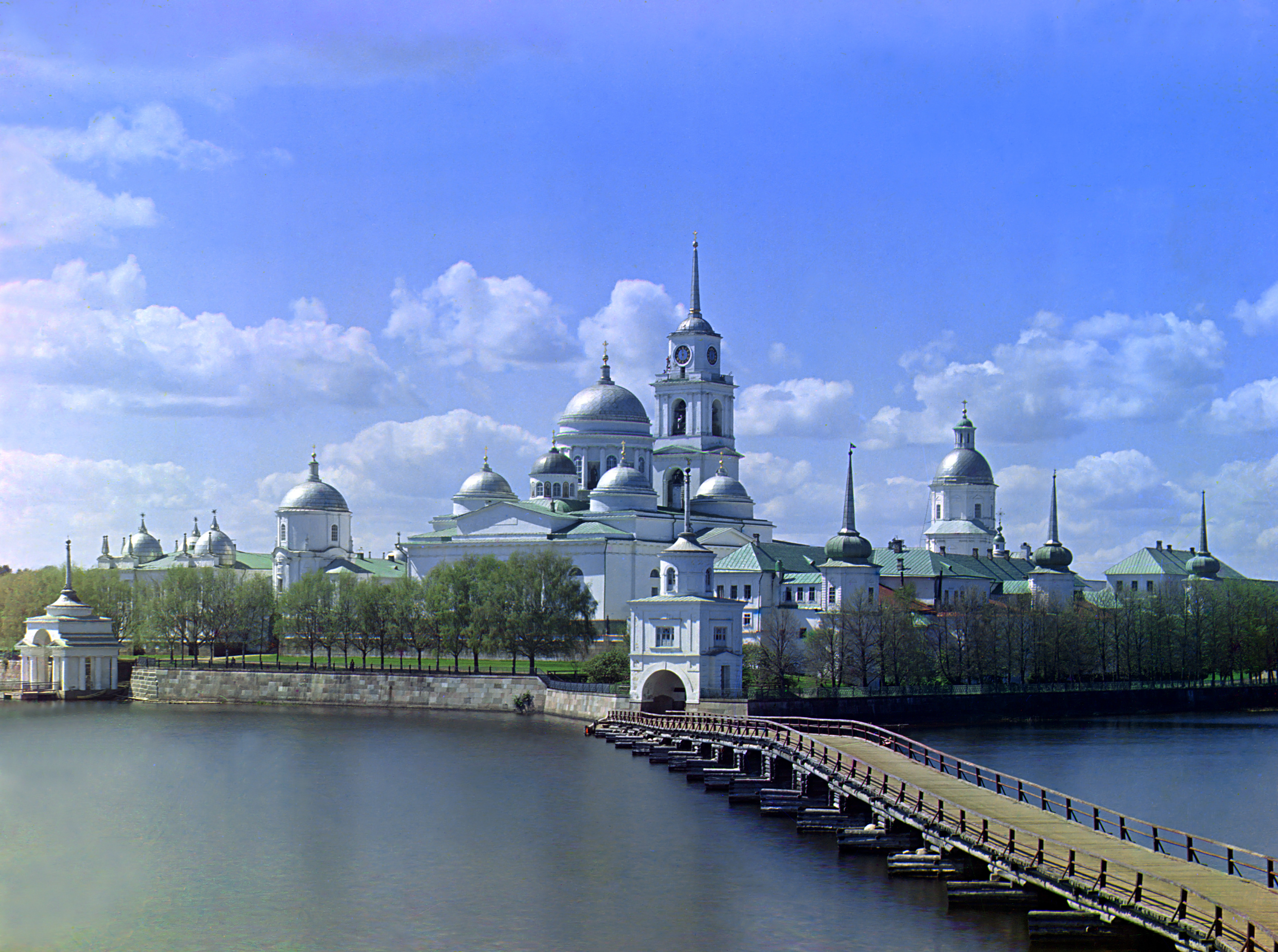
Vista del monestir de Sant Nil de Stolobni, una illa situada al llac Seliguer. Fotografia de 1910 feta per Serguei Mikhàilovitx Prokudin-Gorski

El llac Seliguer (en rus: Селиге́р) es troba als oblasts de Tver i de Nóvgorod a Rússia, forma part de la conca de drenatge del riu Volga. La seva altitud màxima és de 205 m, i la superfície és de 212 km², la fondària mitjana és de 5,8 m.
El llac Seliguer és un gran sistema de llacs amb moltes petites illes i està envoltat per boscos, pinedes on es troben moltes fruites de bosc i bolets.
El llac Seliguer forma part d'una reserva de la natura i de vegades se'l coneix com el "Baikal europeu" per la seva diversa i especial flora.
Ostàixkov és l'única ciutat del llac i és un centre turístic popular a la Rússia central.